# イソ酪酸
イソ酪酸（イソらくさん、isobutyric acid）は、酪酸の構造異性体の1つである。ジメチル酢酸とも呼ばれる。IUPAC命名法では2-メチルプロピオン酸と呼ばれる。

## 性質
常温・常圧においてイソ酪酸は、無色透明で不快な刺激臭を有する油状の液体として存在する。水には少し溶解する。エタノールとは任意の割合で混じり合う。
なお、酪酸と同様に、イソ酪酸も弱酸だが、腐食性を有するため取扱いには注意を要する。

## 製法
例えば、2-メチルプロパノールの水酸基を、適切な酸化剤を用いてカルボン酸にまで酸化する方法で、イソ酪酸を合成できる。
工業的にイソ酪酸は、n -ブタノール製造時の副生成物として得られる。その生成量はn -ブタノールの1割以下である。なお、酪酸は微生物発酵により製造可能であるのに対して、イソ酪酸を微生物醗酵法で作るのは難しい。

## 規制
日本の消防法でイソ酪酸は、第4類危険物の第2石油類に該当する化合物に分類される。

## 所在
天然には、イソ酪酸として遊離した状態、あるいは、他の分子のヒドロキシ基とのエステルの形で、マメ科やセリ科の植物中に存在する場合がある。